# ناريان مهراج
نارايان مهراج (20 مايو 1885 - 3 سبتمبر 1945) هو سيدًا روحانيًا هندوسيًا هنديًا يعتبره أتباعه سادجورو. عاش في كيداغون، الهند.

## حياته الأولى
ولد ناريان في نارغغوند في ولاية كارناتاكا الهندية. توفي والده عندما كان عمره 14 شهرًا فقط ووالدته عندما كان في الرابعة من عمره. ثم اهتمت به جدته. سرعان ما غادر المنزل بسبب مشاجرات عائلية، في نهاية المطاف بحث عن العزلة في معبد شيفا. في وقت لاحق، بناء على نصيحة قديس، ذهب إلى جانجابور لمدة 10 أشهر، وحقق التنوير.
وبعد وصوله لدرجة الساندجو، سافر إلى العديد من الأماكن الدينية بما في ذلك فاراناسي، كيدماث، بادريناث، نيبال، أومكاريشوار، مهاكليشوار، رامشوار، مادوراي، تشيدامبارام، كانشيبورام، تيروباث، راماكريشنا الأشرم، كلكتا، بنغالور، ميسور، دواركا، سومناث وماهاباليشوار.

## وجهات النظر والتأثير
كثيرًا ما كان نارايان يرتدي بسخاء ويعيش في قصر. كان لديه عرش فضي. ومع ذلك، يقال إنه كان غير أناني وأن مجمعه أعطى باستمرار للفقراء. كان شعاره «عامل كل انسان كأنه الله».
اتصل مهير بابا بناريان مهراج في عام 1915 في شبابه وقال في وقت لاحق أن نارايان كان واحدا من خمسة أساتذة مثاليين في عصره.
نصب ساماداي في نارايان (ضريح المقبرة) موجود في بنغالور، الهند. بدءا من عام 1942، أصبح يعاني من مشاكل صحية متكررة فقرر الانتقال إلى أوتاكوند أوتي من تاميل نادو. وأخيرا، جاء إلى بنغالور حيث أراد أن يؤدي «أتي رودرا سواهاكار» إلى اللورد مالكارجونا. وقد قامت دولة ميسور بالترتيبات الفخمة لهذه المناسبة، وحضرها ما يقرب من 100.000 شخص. بعد مها بوجا، أعطى تعويذة للمحبوبين الحاضرين، وتقاعد إلى غرفته وجلس في بادماسانا وترك جسده المادي في 3 سبتمبر 1945. عندما أسقط مهراج جثته، قدمت دولة ميسور طائرة ليتم نقل جثته إلى بت، ولكن في وقت لاحق تقرر توفير ما يقرب من فدانين من الأراضي الجميلة بالقرب من بحيرة كيمبامبودي في بنغالور حيث يتم الاحتفاظ برفاته في السمادي.

## روابط خارجية
- Sadguru Shri Narayan Maharaj
- ShreeSwami.org - نارايان مهراج
- ماهر برابهو

1. ↑  Sadguru Shri Narayan Maharaj نسخة محفوظة 19 يناير 2018 على موقع واي باك مشين.
2. ↑  ShreeSwami.org - نارايان مهراج نسخة محفوظة 31 أغسطس 2012 على موقع واي باك مشين.
3. ↑  Sadguru Shri Narayan Maharaj of Kedgaon نسخة محفوظة 19 يناير 2018 على موقع واي باك مشين.
4. ↑  Narayan Maharaj نسخة محفوظة 05 يونيو 2018 على موقع واي باك مشين.